# 清水原駅
清水原駅（しみずはらえき）は、岩手県一関市花泉町花泉字仁王原にある、東日本旅客鉄道（JR東日本）東北本線の駅である。

## 歴史
- 1944年（昭和19年）10月1日：鉄道総局の清水原信号場として開設[2][3]。
- 1955年（昭和30年）7月1日：清水原駅に昇格[2][3]。
- 1971年（昭和46年）8月15日：荷物の扱いを廃止[4]。無人化[5]。
- 1987年（昭和62年）4月1日：国鉄分割民営化により、JR東日本の駅となる[3]。
- 1998年（平成10年）2月6日：駅舎を改築[2][6]。
- 2024年（令和6年）10月1日：えきねっとQチケのサービスを開始[1][7]。

## 駅構造
相対式ホーム2面2線を有する地上駅である。互いのホームは跨線橋で連絡している。駅舎は1998年（平成10年）に改築された木造平屋建てで、下りホーム側に建てられている。
無人駅（一ノ関駅管理）で、乗車駅証明書発行機がある。

### のりば
| ホーム | 路線      | 方向 | 行先             |
| ------ | --------- | ---- | ---------------- |
| 駅舎側 | ■東北本線 | 下り | 一ノ関方面       |
| 反対側 | ■東北本線 | 上り | 小牛田・仙台方面 |

※案内上の番線番号は設定されていない。

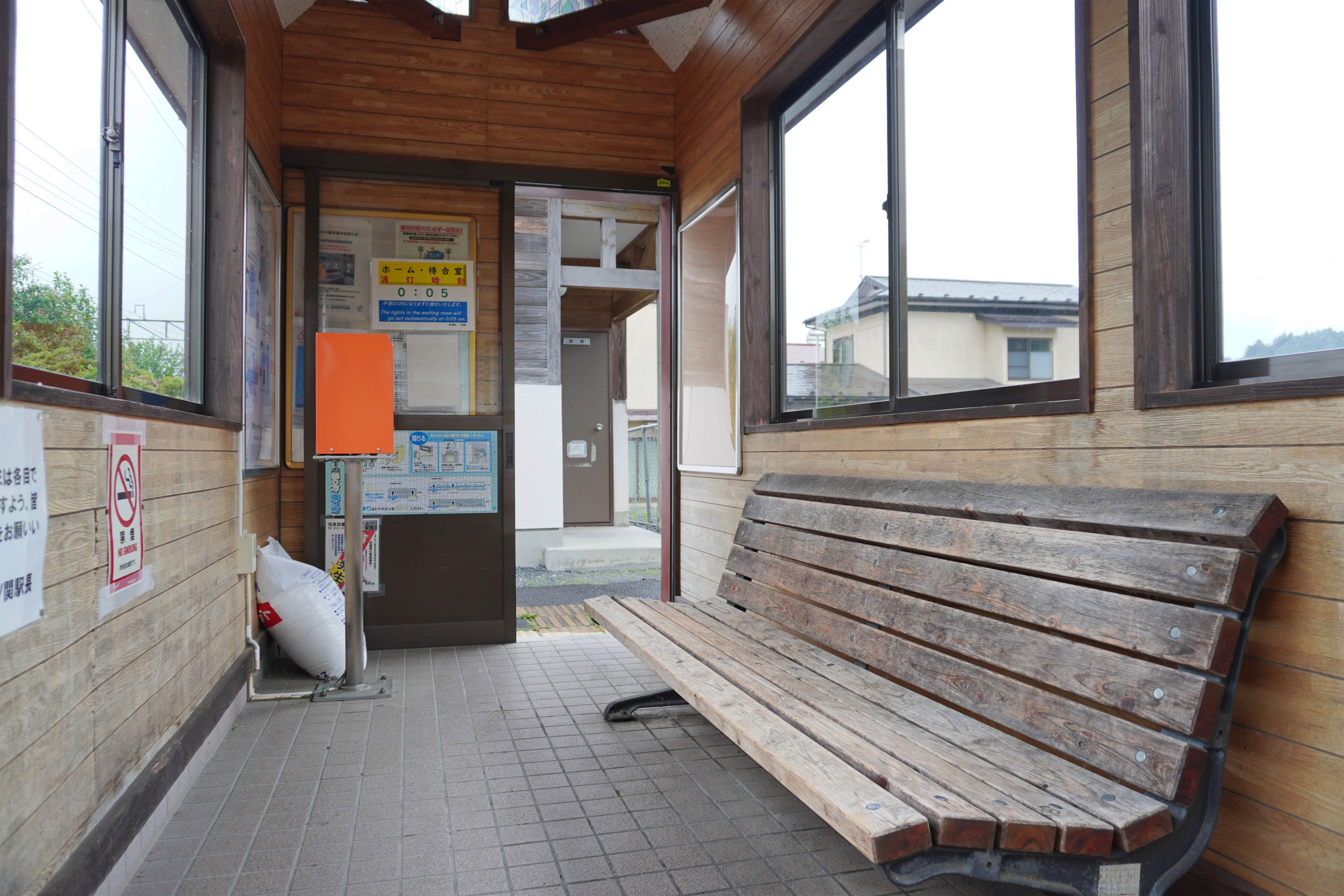
待合室（2023年5月）
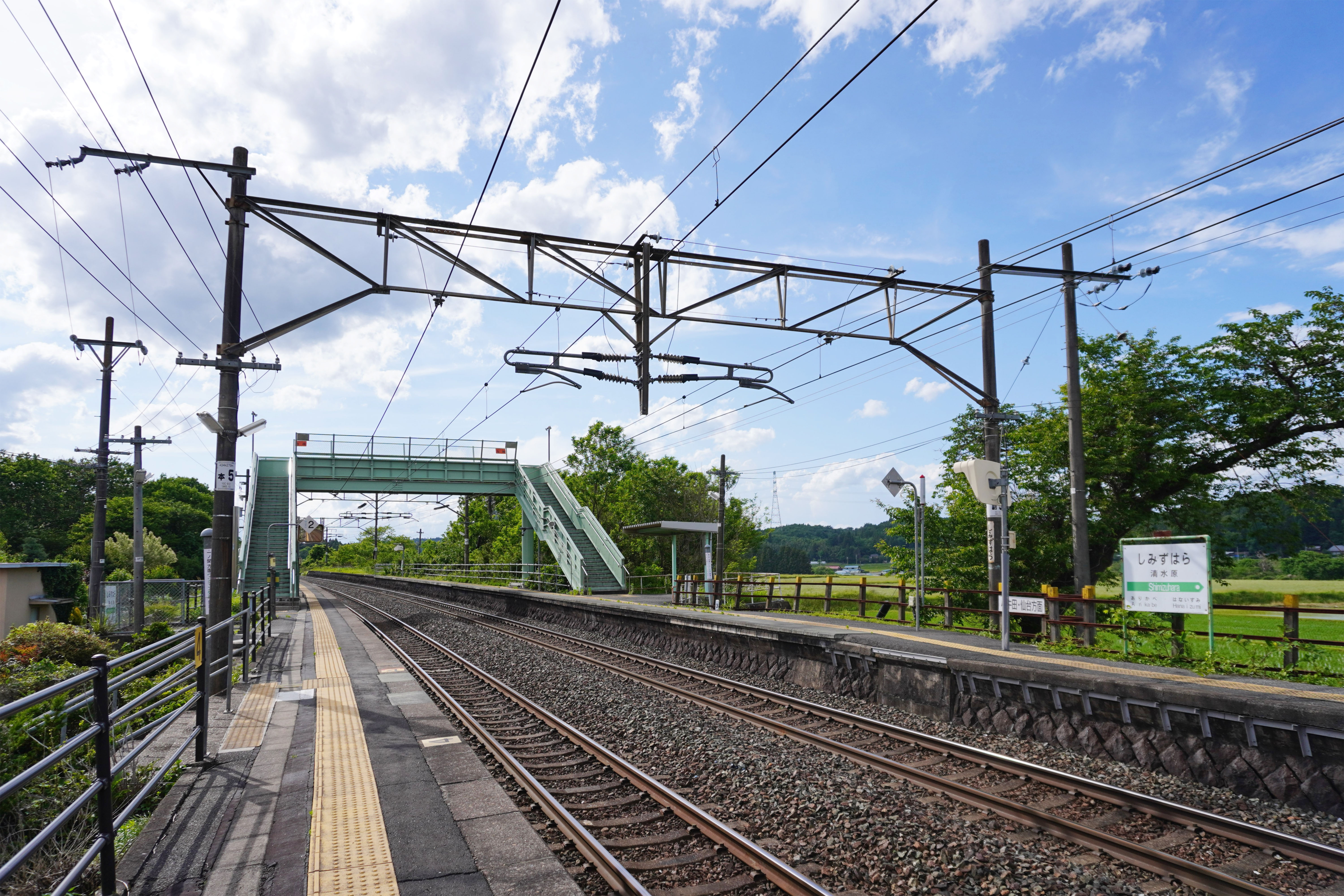
ホーム（2023年6月）

## 駅周辺
- 清水公園（町名発祥の地）[9][10]
- 国道342号

## 隣の駅
東日本旅客鉄道（JR東日本）
■東北本線
花泉駅 - 清水原駅 - 有壁駅